# Takeshi Ono
Takeshi Ono (Japó, 22 de novembre de 1944), és un exfutbolista japonès.

## Selecció japonesa
Takeshi Ono va disputar 3 partits amb la selecció japonesa.